# Seznam dílů seriálu Poníci z Fantazie
Toto je seznam dílů seriálu Poníci z Fantazie.

## Přehled řad
| Řada | Díly | Premiéra          | Premiéra          | Premiéra v ČR  | Premiéra v ČR  |
| Řada | Díly | První díl         | Poslední díl      | První díl      | Poslední díl   |
| ---- | ---- | ----------------- | ----------------- | -------------- | -------------- |
| 1    | 13   | 11. března 2019   | 27. března 2019   | 16. září 2020  | 2. října 2020  |
| 2    | 13   | 25. prosince 2020 | 25. prosince 2020 | 11. února 2021 | 1. března 2021 |

## Seznam dílů

### První řada (2019)
| Č. v seriálu | Č. v řadě | Původní název           | Český název           | Režie                   | Scénář          | Premiéra v Itálii | Premiéra v ČR |
| ------------ | --------- | ----------------------- | --------------------- | ----------------------- | --------------- | ----------------- | ------------- |
| 1            | 1         | The Cupcake Mystery     | Záhada kapkejku       | Jacob a Henrik Andersen | Jymn Magon      | 11. března 2019   | 16. září 2020 |
| 2            | 2         | The Blue Rainbow        | Modrá duha            | Jacob a Henrik Andersen | Johnny Hartmann | 12. března 2019   | 17. září 2020 |
| 3            | 3         | Wranglum in Disguise    | Wranglum v převleku   | Jacob a Henrik Andersen | —               | 13. března 2019   | 18. září 2020 |
| 4            | 4         | Alone at Last           | Konečně sama          | Jacob a Henrik Andersen | Jymn Magon      | 14. března 2019   | 21. září 2020 |
| 5            | 5         | The Evil Garden         | Zahrada zla           | Jacob a Henrik Andersen | —               | 15. března 2019   | 22. září 2020 |
| 6            | 6         | Dream of Doom           | Sen o zkáze           | Jacob a Henrik Andersen | —               | 18. března 2019   | 23. září 2020 |
| 7            | 7         | Bijou on the Loose      | Bijou na útěku        | Jacob a Henrik Andersen | Johnny Hartmann | 19. března 2019   | 24. září 2020 |
| 8            | 8         | The Magical Maze        | Kouzelné bludiště     | Jacob a Henrik Andersen | —               | 20. března 2019   | 25. září 2020 |
| 9            | 9         | Teacher for a Day       | Učitelem na jeden den | Jacob a Henrik Andersen | —               | 21. března 2019   | 28. září 2020 |
| 10           | 10        | Hide and Seek           | Hra na schovávanou    | Jacob a Henrik Andersen | Armin Prediger  | 22. března 2019   | 29. září 2020 |
| 11           | 11        | The Lost Mermaid        | Ztracená mořská panna | Jacob a Henrik Andersen | Carlos Bleycher | 25. března 2019   | 30. září 2020 |
| 12           | 12        | The Star Crystal        | Hvězdný krystal       | Jacob a Henrik Andersen | —               | 26. března 2019   | 1. října 2020 |
| 13           | 13        | Farina, the Fire Dragon | Drak ohně Farina      | Jacob a Henrik Andersen | —               | 27. března 2019   | 2. října 2020 |

### Druhá řada (2020)
| Č. v seriálu | Č. v řadě | Původní název                        | Český název       | Režie    | Scénář          | Premiéra v Číně   | Premiéra v ČR  |
| ------------ | --------- | ------------------------------------ | ----------------- | -------- | --------------- | ----------------- | -------------- |
| 14           | 1         | The Freshmen                         | —                 | Conan Hu | —               | 25. prosince 2020 | 11. února 2021 |
| 15           | 2         | The Treasure Hunt                    | Honba za pokladem | Conan Hu | —               | 25. prosince 2020 | 12. února 2021 |
| 16           | 3         | Feathers Appear When Angels Are Near | —                 | Conan Hu | Armin Prediger  | 25. prosince 2020 | 15. února 2021 |
| 17           | 4         | Art of Magic                         | —                 | Conan Hu | Armin Prediger  | 25. prosince 2020 | 16. února 2021 |
| 18           | 5         | The Spring Ball                      | —                 | Conan Hu | —               | 25. prosince 2020 | 17. února 2021 |
| 19           | 6         | Funtasia Festival                    | —                 | Conan Hu | Carlos Bleycher | 25. prosince 2020 | 18. února 2021 |
| 20           | 7         | The Hoopenhoof Game                  | —                 | Conan Hu | Carlos Bleycher | 25. prosince 2020 | 19. února 2021 |
| 21           | 8         | A Visit from Fairy Land              | —                 | Conan Hu | —               | 25. prosince 2020 | 22. února 2021 |
| 22           | 9         | A Royal Wedding                      | —                 | Conan Hu | Armin Prediger  | 25. prosince 2020 | 23. února 2021 |
| 23           | 10        | A Magical Lesson                     | —                 | Conan Hu | —               | 25. prosince 2020 | 24. února 2021 |
| 24           | 11        | I Dare You                           | —                 | Conan Hu | —               | 25. prosince 2020 | 25. února 2021 |
| 25           | 12        | The Haunted Library                  | —                 | Conan Hu | Carlos Bleycher | 25. prosince 2020 | 26. února 2021 |
| 26           | 13        | Battle of the Dark Crystal           | —                 | Conan Hu | —               | 25. prosince 2020 | 1. března 2021 |